# Клейн, Георг (учёный)
Георг Клейн (George (Georg) Klein, венг. Klein György; 28 июля 1925, Будапешт — 10 декабря 2016, Стокгольм) — венгерско-шведский учёный, специалист в области биологии опухолей и иммунологии. Доктор философии.
Эмерит-профессор Каролинского института, член Шведской королевской академии наук, иностранный член Национальной академии наук США (1973) и Американского философского общества (1979), почётный член Венгерской АН (1983).
Работал вместе со своей супругой Евой Кляйн, также известным учёным.

## Биография
Родился в венгерско-еврейской семье в Будапеште, где и провёл большую часть детства. В середине 1944 года бежал от Холокоста, поскольку благодаря отчёту Рудольфа Врбы и Альфреда Ветцлера знал, что поезд до Освенцима означает верную смерть. До января 1945 года прятался в погребе, затем продолжил учёбу сперва в Сегеде, а затем в Будапеште.
В 1945 и 1946 годах работал в Будапештском университете. В 1947 году встретил свою будущую жену Еву Фишер и по приглашению тамошнего еврейского студенческого клуба обосновался в Швеции, где и поступил в том же году исследовательским фелло в Каролинский институт, получив в нём степени — по медицине и доктора философии — и став его профессором с 1957 года. С 1993 года в отставке, хотя до конца жизни продолжал руководить там исследованиями. С 1957 по 1993 год член Nobel Assembly at the Karolinska Institute. Многолетний редактор журнала Advances in Cancer Research. Четырежды появлялся на обложке Cancer Research. Автор ряда книг, в частности Ateisten och den heliga staden: möten och tankar (The Atheist and the Holy City, 1990), Pîetà (1992), Utvägen (Live Now, 1997). Его последняя книга Resistens. Tankar om motstånd (2015) в том же году была отмечена Gerard Bonnier prize.
Член Европейской академии (1989), почётный иностранный член Американской академии искусств и наук. Почётный член American Association of Immunologists и Французского общества иммунологии.
Член Американской ассоциации исследований рака (AACR) с 1961 года, почётный её член с 1988 года, фелло её академии с 2013 года.

## Личная жизнь
У Джорджа и Евы Кляйн было трое детей — сын-математик и две дочери.

## Награды
- AACR G.H.A. Clowes Memorial Award (1967)
- Rabbi Shai Shacknai Prize (1972)
- Bertner Award (1973)
- American Cancer Society Annual Award (1973)
- Emil-von-Behring-Preis[нем.] (1974)
- Léopold-Griffuel-Preis[нем.] (1974)
- Премия Вильяма Коли (1975)
- Премия Харви Техниона (1975)
- Международная премия Гайрднера (1976)
- Alfred P. Sloan Jr. Prize[англ.], General Motors Cancer Research Foundation (1979, первый удостоенный)
- Dobloug Prize (1990)
- Медаль Роберта Коха (1998)
- Charles Rodolphe Brupbacher Preis[нем.] (1999)
- Institute of Human Virology Lifetime Achievement Award for Scientific Contributions (1999, первый удостоенный)

Почётный доктор Чикагского университета (1966), Еврейского университета в Иерусалиме (1989), Небрасского университета (1991), Тель-Авивского университета (1994), Осакского университета (2001).